# Semur-en-Auxois
Semur-en-Auxois is een gemeente in het Franse departement Côte-d'Or (regio Bourgogne-Franche-Comté). De plaats maakt deel uit van het arrondissement Montbard. Semur-en-Auxois telde op 1 januari 2022 4.027 inwoners. 

## Geografie
De oppervlakte van Semur-en-Auxois bedroeg op 1 januari 2022 19,14 vierkante kilometer; de bevolkingsdichtheid was toen 210,4 inwoners per km². Semur-en-Auxois ligt aan de rivier de Armançon in het westen van het departement Côte-d'Or.
De onderstaande kaart toont de ligging van Semur-en-Auxois met de belangrijkste infrastructuur en aangrenzende gemeenten.

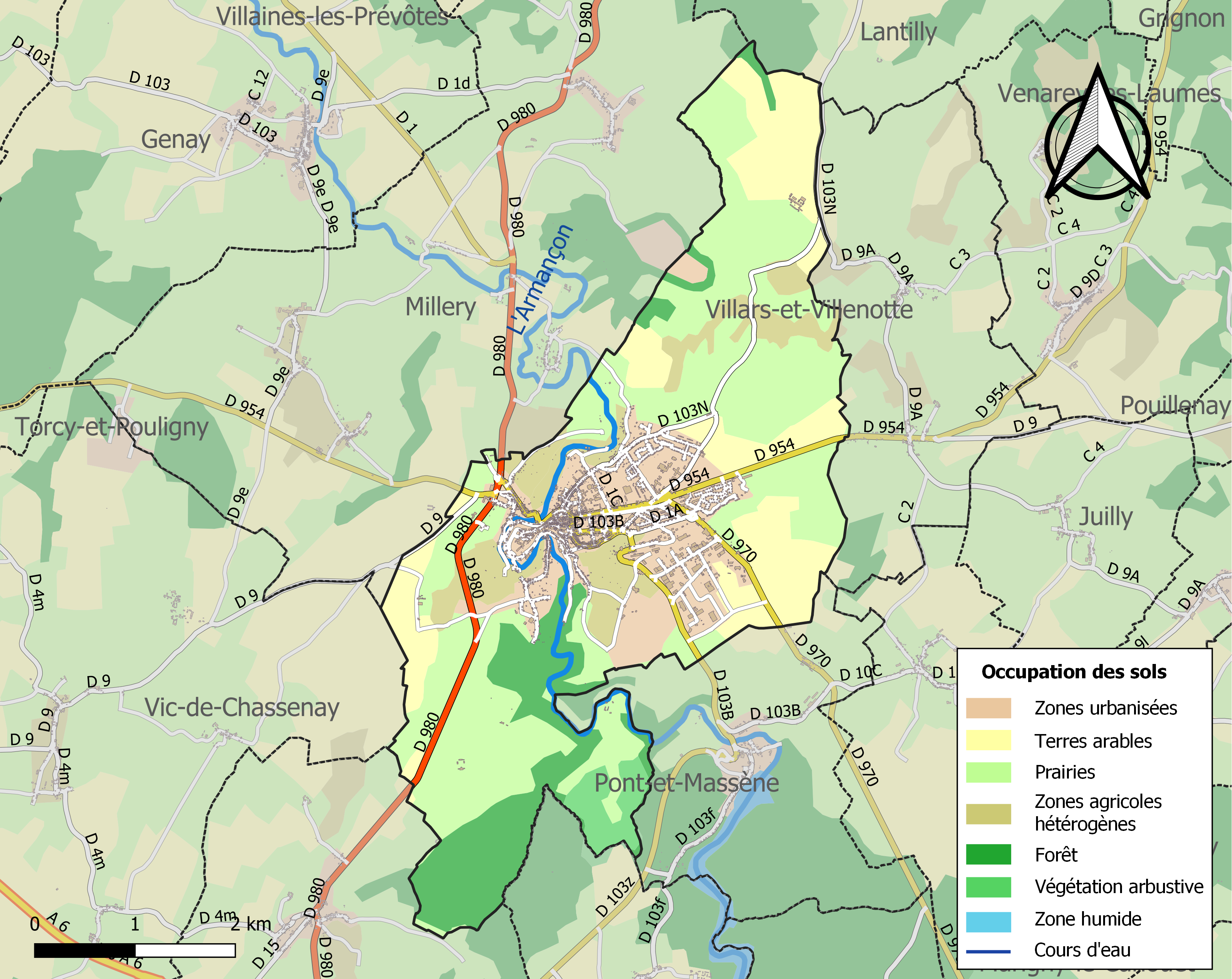

## Geschiedenis
De plaats werd voor het eerst vermeld in 722 als Sine Muros, 'zonder stadsmuur'. Het was de hoofdstad van het graafschap Auxois, dat opging in het Hertogdom Bourgondië. 
Hertog Robert II van Bourgondië verleende Semur-en-Auxois in 1272 de status van commune met een charte, wat vergelijkbaar is met beperkte stadsrechten in Nederland en de Duitse landen. Filips de Stoute liet de stad tijdens de Honderdjarige Oorlog van zware vestingwerken voorzien. In 1478 werd de stad door Frankrijk onder koning Lodewijk XI ingenomen. In 1589 werd het bij de Hugenotenoorlogen door de Katholieke Liga veroverd. In 1602 werden de vestingwerken deels ontmanteld op bevel van koning Hendrik IV. In later eeuwen bleef Semur-en-Auxois een bescheiden provinciestad.
De beroemde vestingbouwer Sébastien Le Prestre de Vauban bracht tussen 1633-1640 een deel van zijn jeugd door in het stadje, waar hij ook school ging.
In de eerste helft van de 18e eeuw was Émilie du Châtelet, een beroemd vrouwelijk wetenschapper en echtgenote van de plaatselijke gouverneur, markies Florent-Claude du Chastellet, er regelmatig de gastvrouw van Voltaire.

## Demografie
Onderstaande figuur toont het verloop van het inwonertal (bron: INSEE-tellingen).

## Bezienswaardigheden
In 1998 werden het stadscentrum en de oude faubourgs (wijken buiten de stadsmuur) beschermd als Site Patrimonial Remarquable. De combinatie van de natuurlijke ligging van de stad op een rots en de oude gebouwen zorgde ervoor dat de stad decor was in verschillende films.
De in 1225 gebouwde en in de 19e eeuw onder leiding van architect Eugène Viollet-le-Duc gerestaureerde kapittel- of collegiale kerk Notre-Dame is een cultuurhistorisch belangrijke, gotische kerk. Het interieur bevat onder meer een gebeeldhouwde graflegging en een sacramentstoren.
Van de oude stadsomwalling is nog veel overgebleven, onder andere de donjon met zijn vier hoektorens die de toegang tot de kasteelwijk verdedigde.

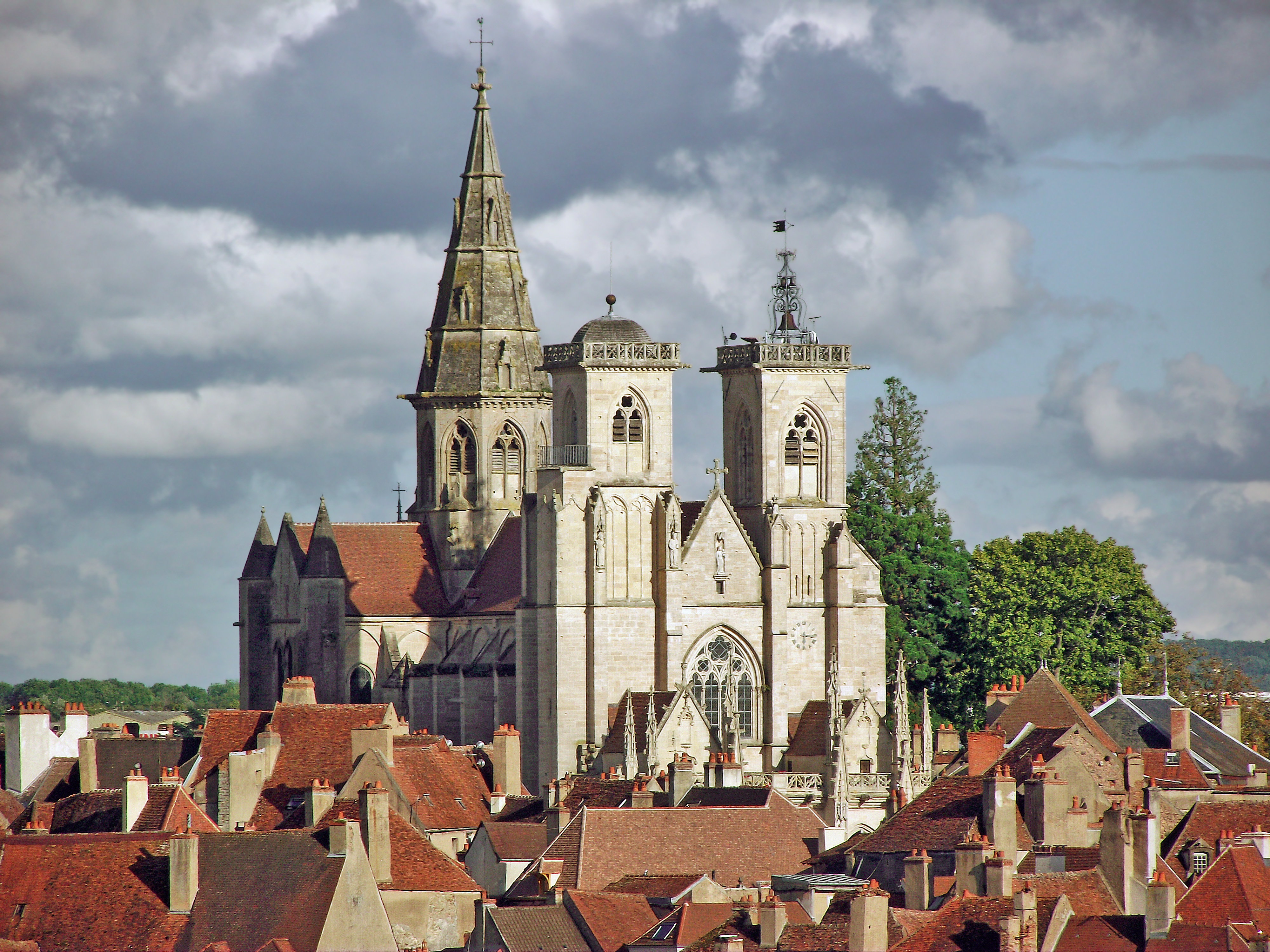
Kapittelkerk  Notre-Dame.
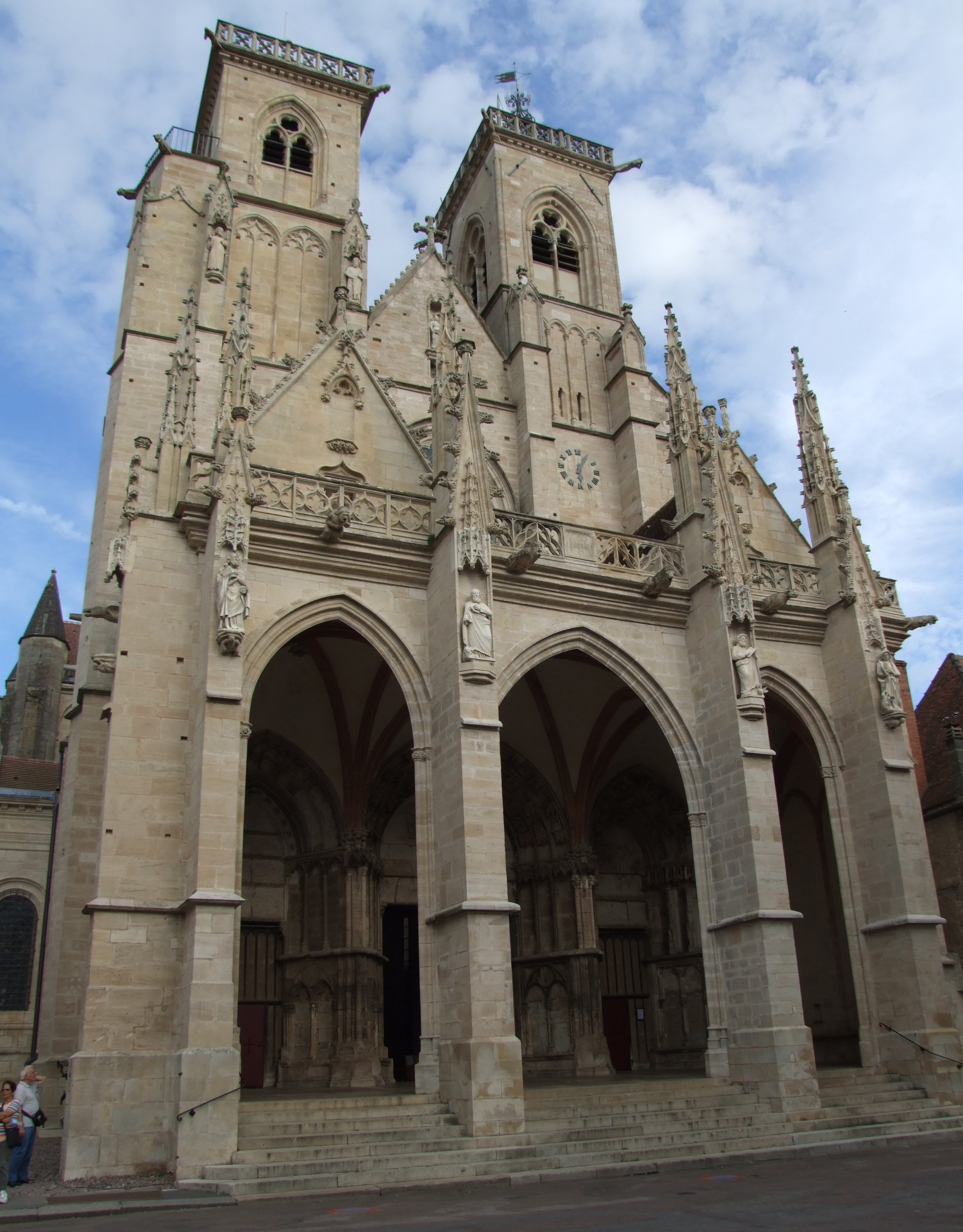
Gevel van de kerk
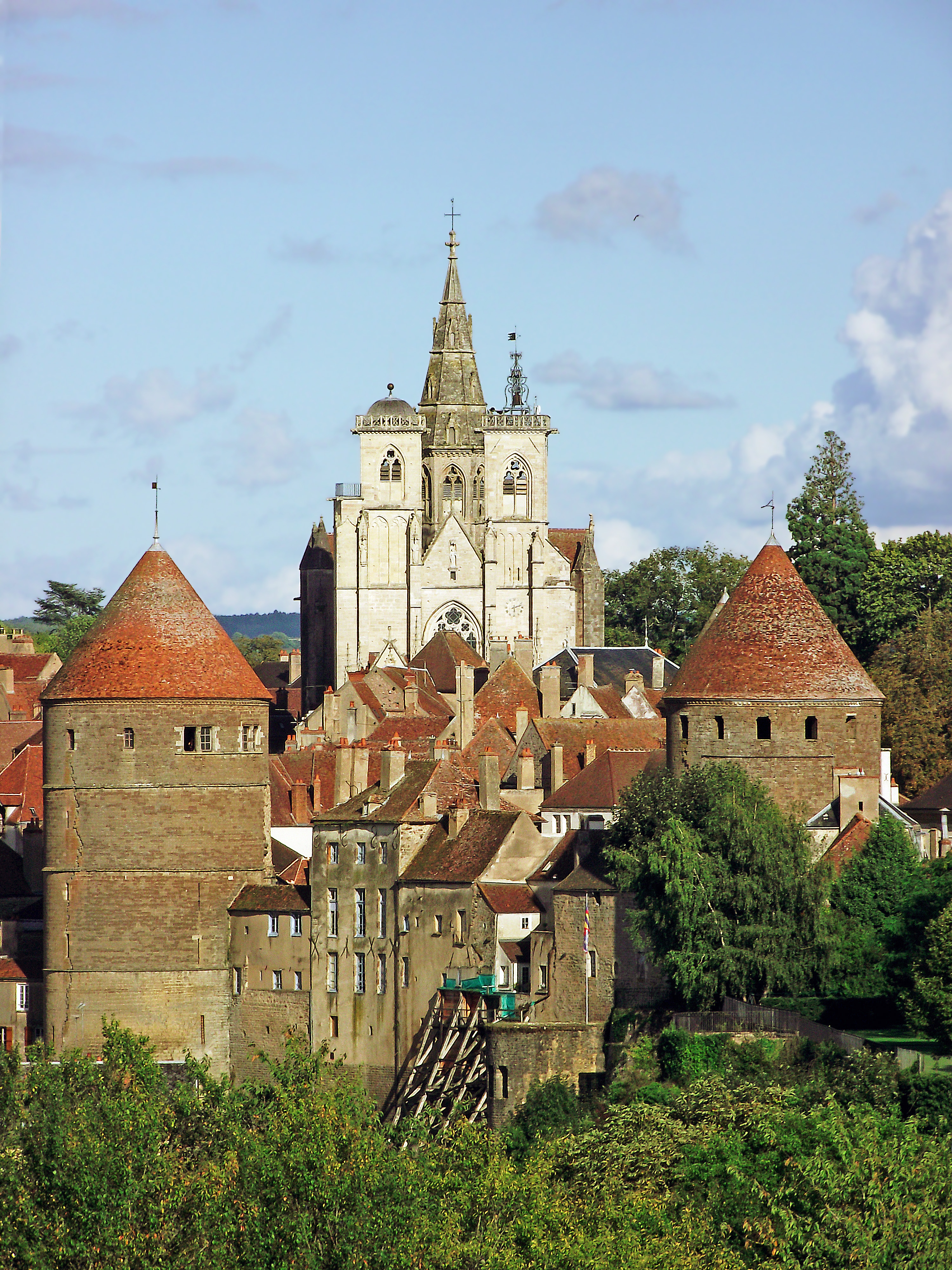
Kerk met stadstoren
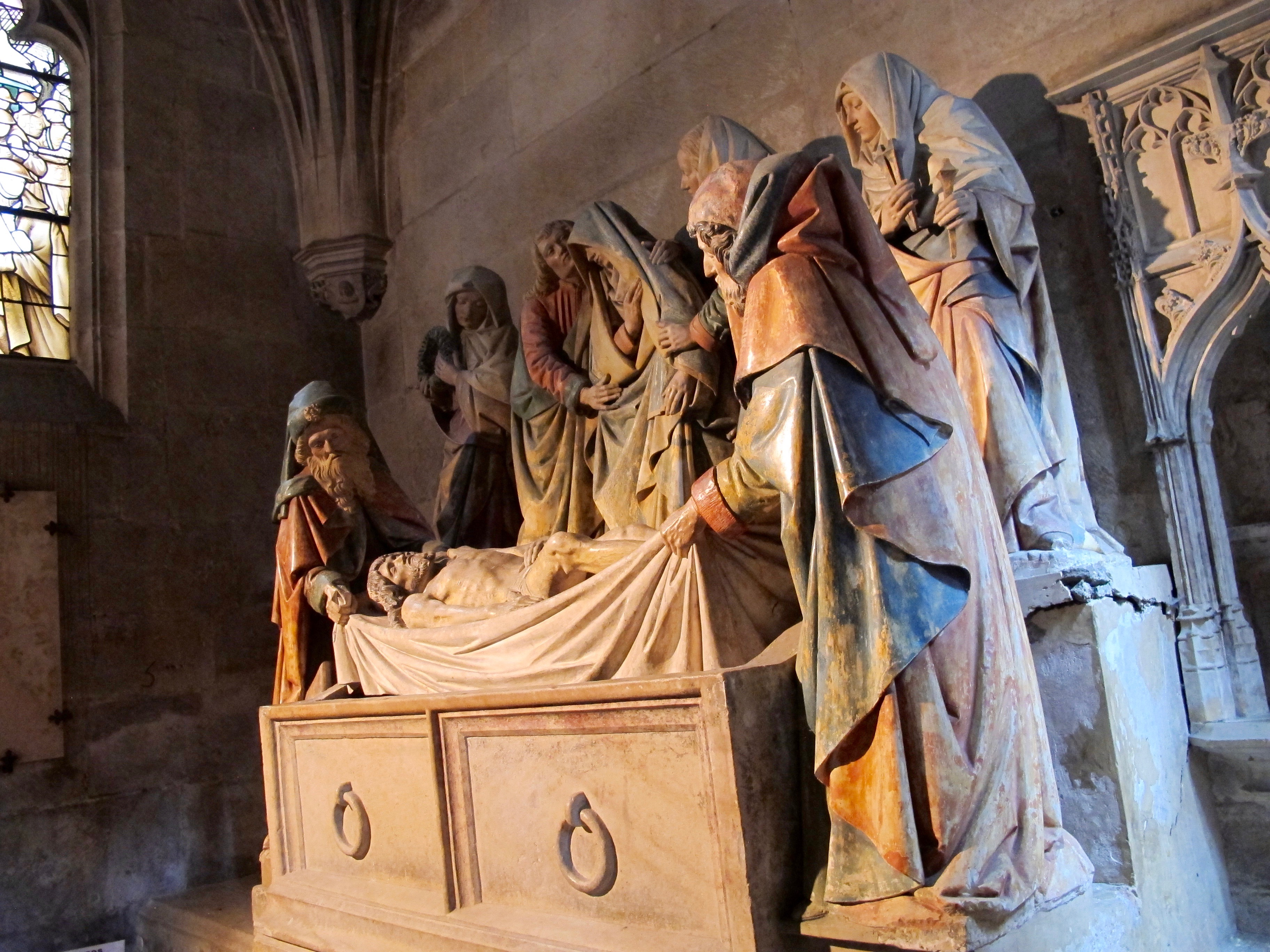
Graflegging van Christus, in de St. Lazaruskapel van de kerk.

## Sport
Semur-en-Auxois was twee keer (2007 en 2024) startplaats van een etappe in de wielerkoers Ronde van Frankrijk.

## Geboren
- Henriette d'Angeville (1794-1871), Frans-Zwitserse alpiniste
- Augustin Mouchot (1825-1912), uitvinder

## Galerij

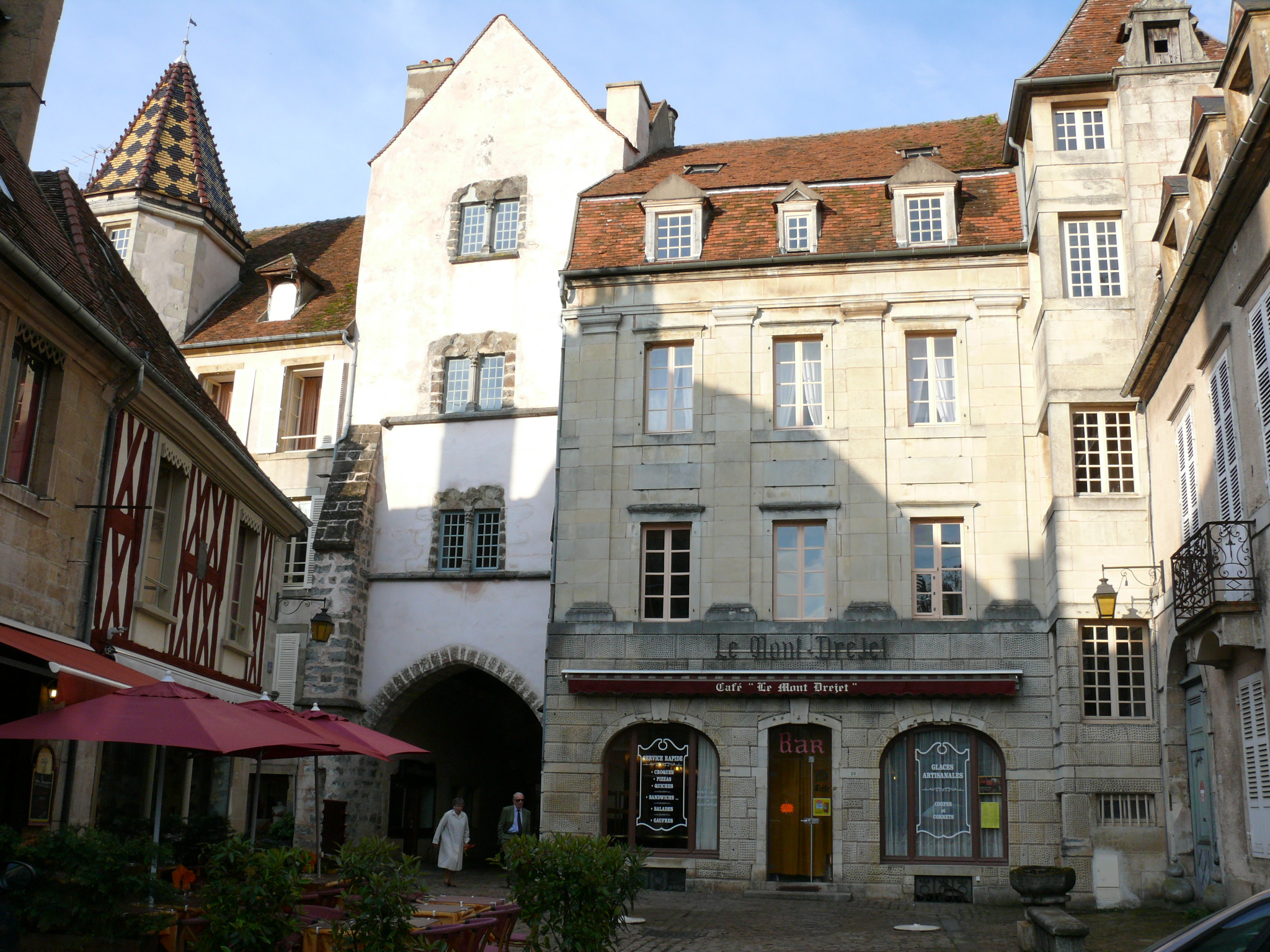
Rue Buffon - Porte Guillier
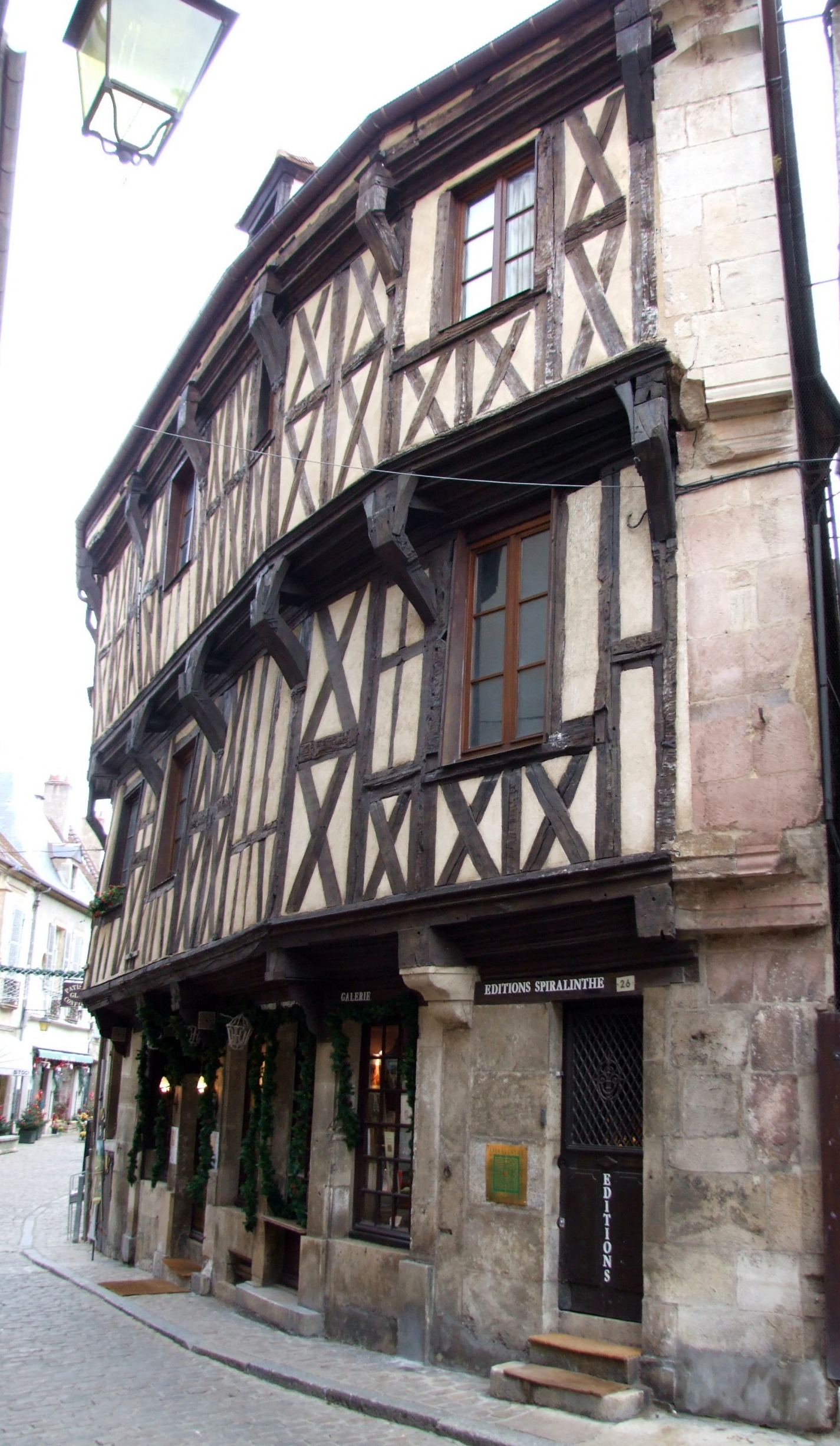
Vakwerkhuis, rue Buffon
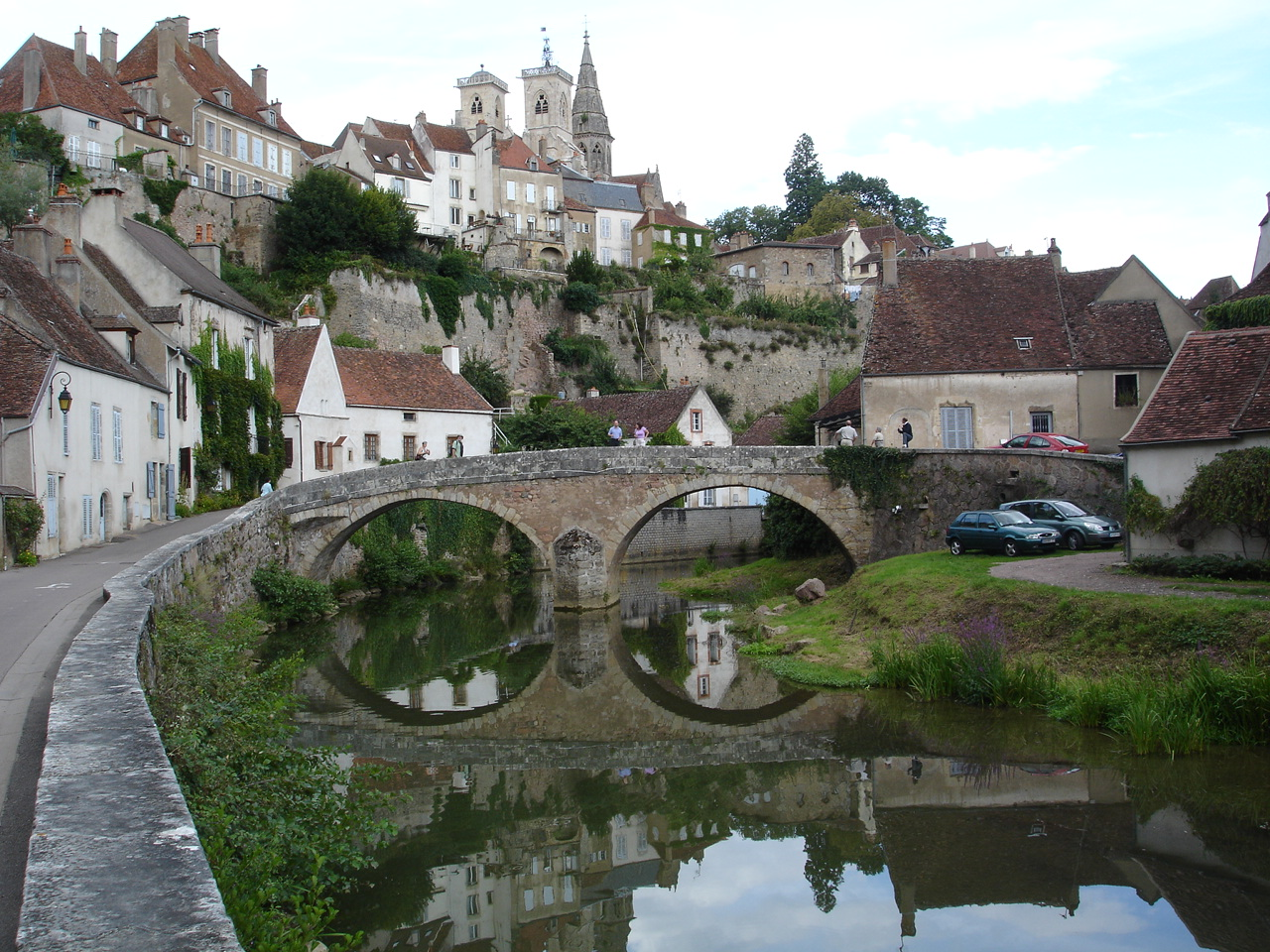
Pont Pinard
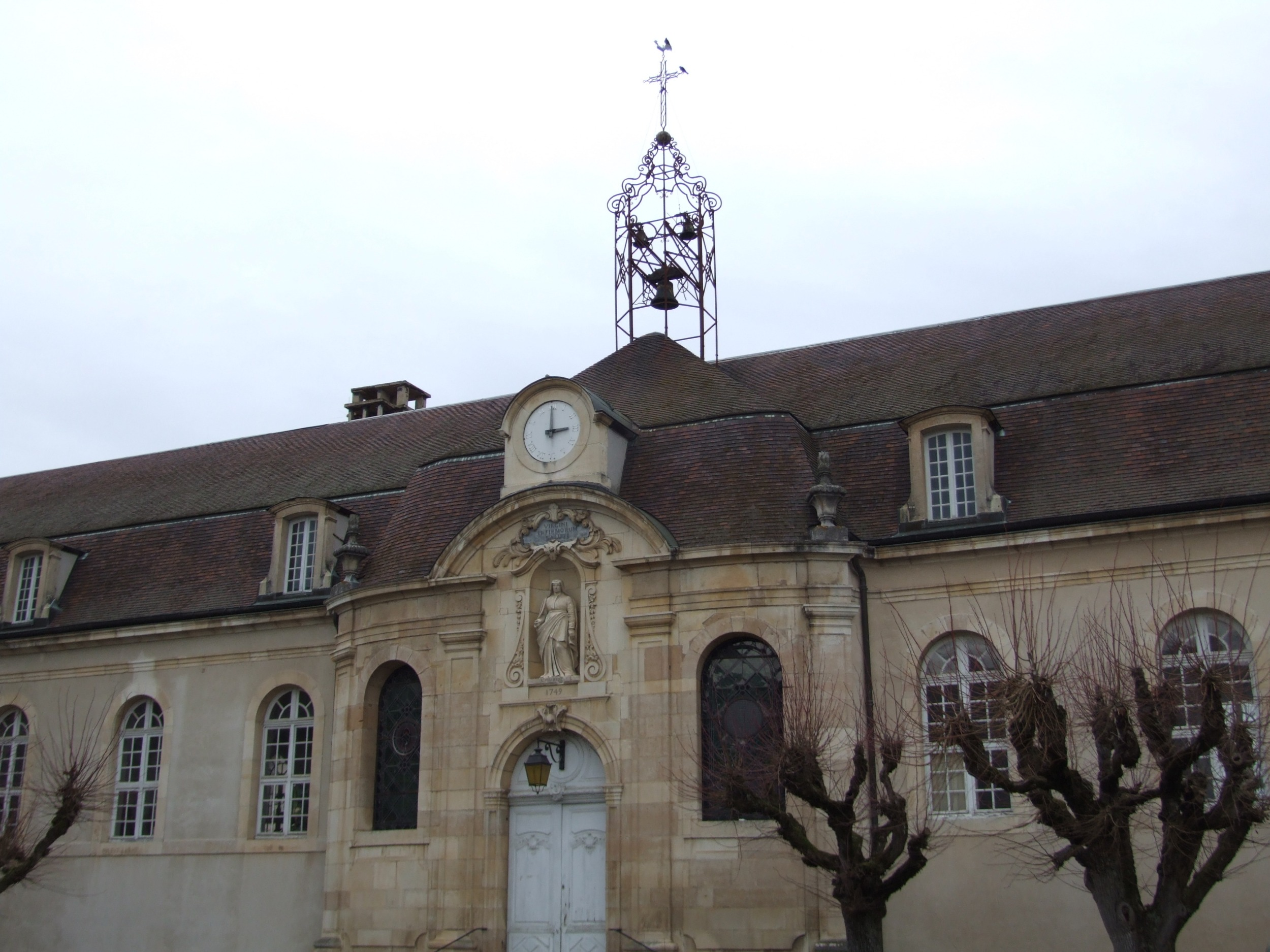
Voormalig ziekenhuis
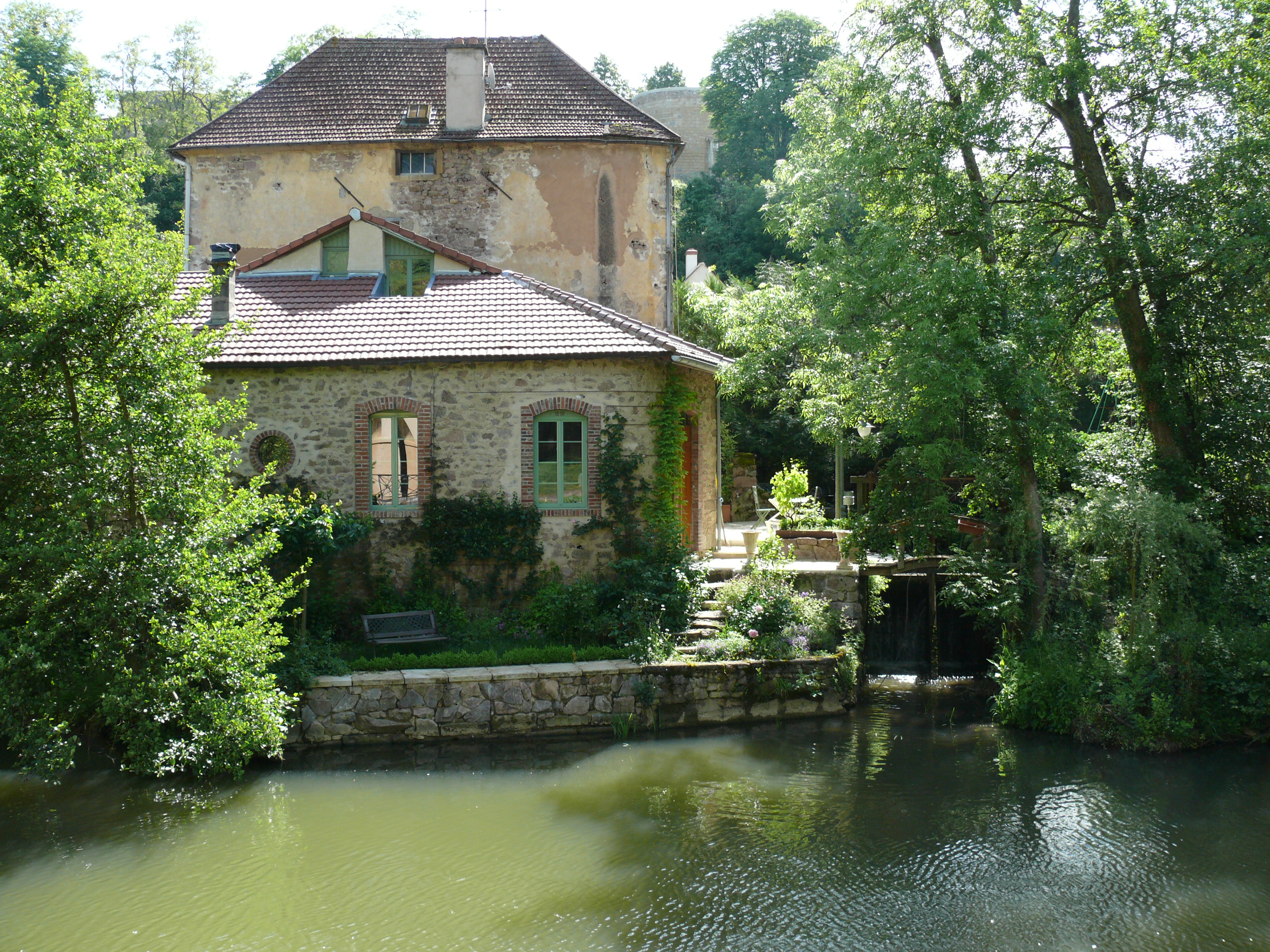
Oude molen op de Armançon.
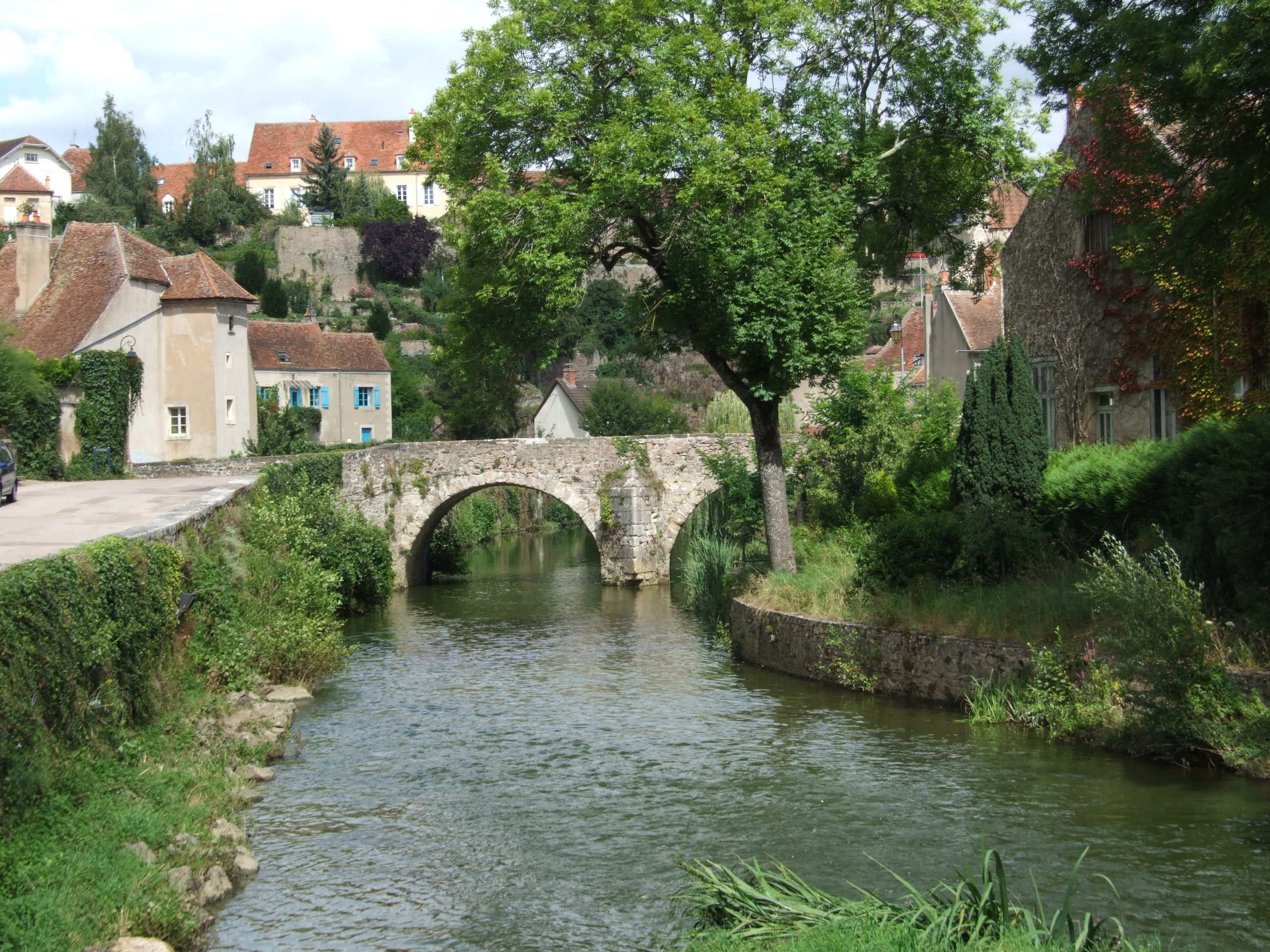
Eén der drie stadsbruggen over de Armançon, de  Pont des Minimes
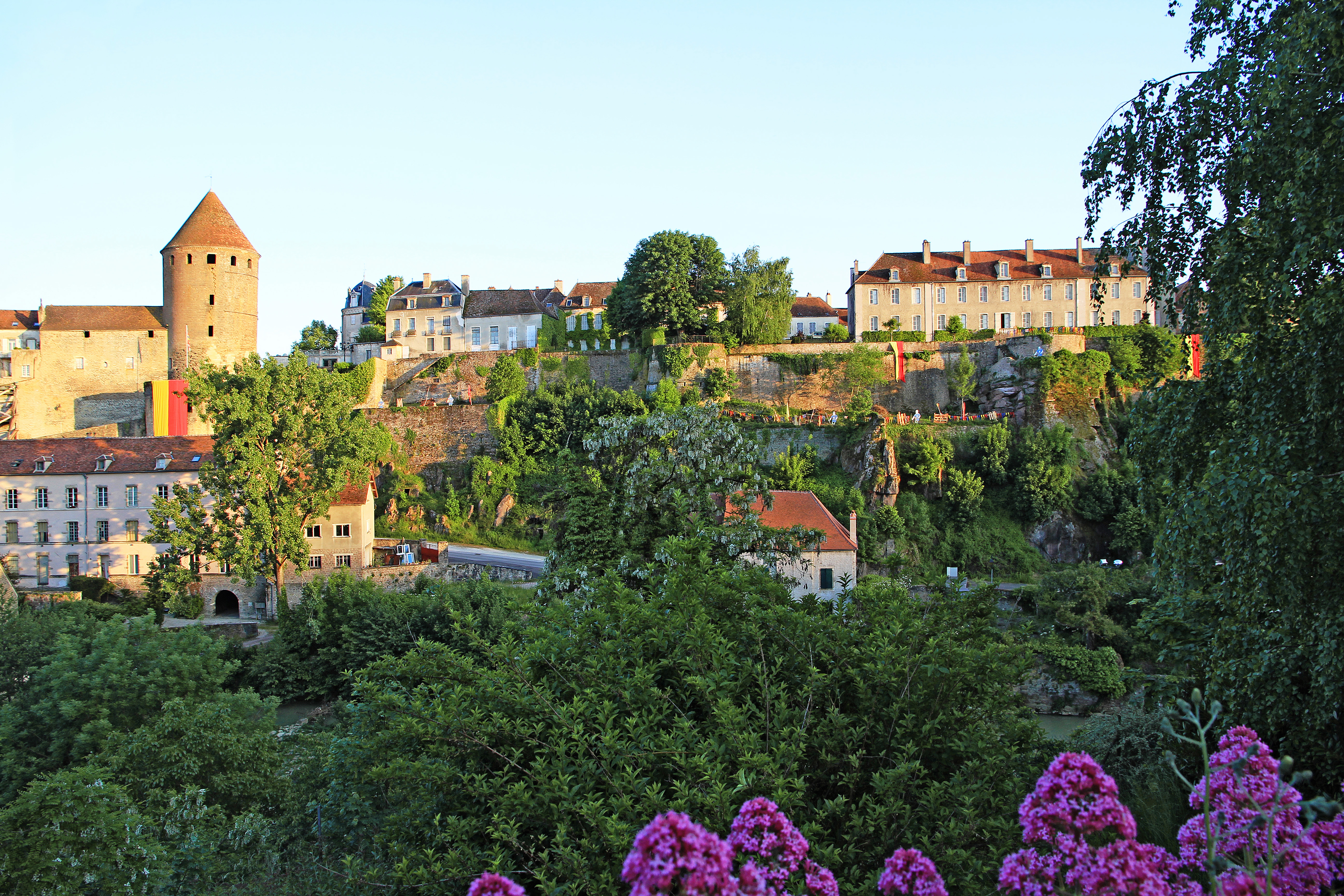
Stadsomwalling van Semur-en-Auxois in het dal van de Armançon
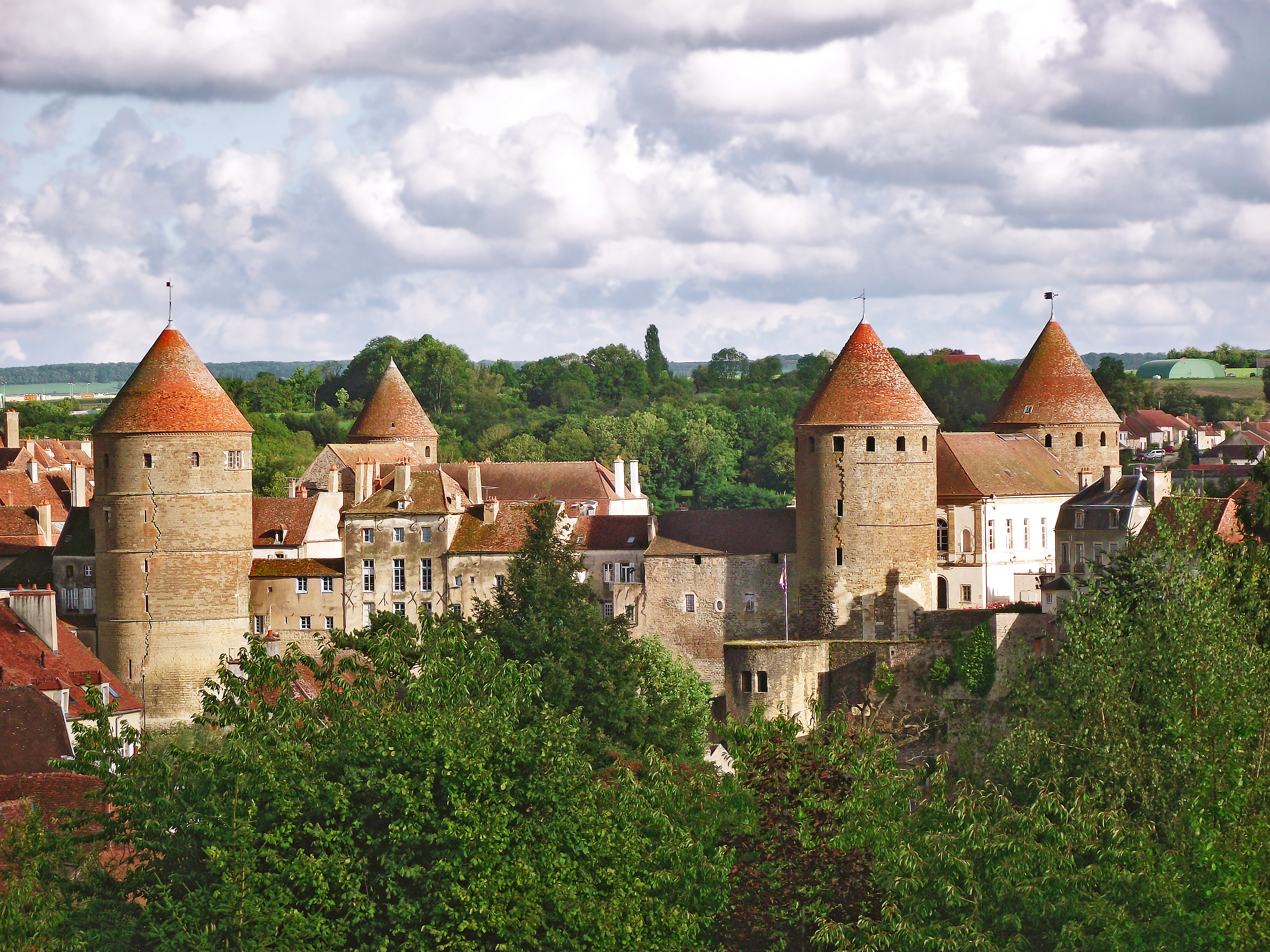
Torens, v.l.n.r. de Tour l'Orle-d'Or, de Tour de la Prison, de Tour de la Gehenne en de Tour Margot